# آنستی چندرو
آنستی چندرو (آلبانیایی: Anesti Qendro؛ زادهٔ ۲۳ دسامبر ۱۹۷۳) بازیکن فوتبال اهل آلبانی بود.
از باشگاه‌هایی که در آن بازی کرده‌است می‌توان به باشگاه فوتبال تئوتا اشاره کرد.
وی همچنین در تیم‌های ملی فوتبال زیر ۲۱ سال آلبانی و آلبانی بازی کرده‌است.